# Robert Bice
Robert Bice (Dallas, 4 marzo 1914 – Los Angeles, 8 gennaio 1968) è stato un attore statunitense.
Ha recitato in oltre 110 film dal 1943 al 1961 ed è apparso in oltre cento produzioni televisive dal 1949 al 1967. È stato accreditato anche con i nomi Robo Bechi e Bob Bice.

## Biografia
Robert Bice nacque a Dallas, Texas, il 4 marzo 1914.
Fece il suo debutto sul grande schermo nel 1943 nel film Lo spettro in viaggio di nozze nel ruolo di Smoothie Lewis e in televisione nell'episodio Time Bomb della serie televisiva Fireside Theatre, andato in onda il 10 maggio 1949. Interpretò poi, tra i numerosi personaggi a cui diede vita nel corso delle sue numerose partecipazioni ad episodi di serie televisive, il ruolo del capitano di polizia Jim Johnson in 17 episodi della serie televisiva Gli intoccabili dal 1961 al 1963.
La sua ultima apparizione sul piccolo schermo avvenne nell'episodio Shanghai Kelly's Birthday Party della serie televisiva Death Valley Days, andato in onda il 7 ottobre 1967, che lo vede nel ruolo di Longden, mentre per il grande schermo l'ultima interpretazione risale al film Ada Dallas del 1961 in cui interpreta, non accreditato, un membro della legislatura di Stato.
Morì a Los Angeles, in California, l'8 gennaio 1968 e fu seppellito all'Eternal Valley Memorial Park di Newhall.

## Filmografia

### Cinema
- Lo spettro in viaggio di nozze (The Ghost and the Guest) (1943)
- Appointment in Berlin (1943)
- Fighting Valley (1943)
- Il maggiore di ferro (The Iron Major), regia di Ray Enright (1943)
- Gildersleeve on Broadway (1943)
- Viaggio per la libertà (Gangway for Tomorrow) (1943)
- The Ghost Ship, regia di Mark Robson (1943)
- Passport to Destiny (1944)
- La stirpe del drago (Dragon Seed) (1944)
- Missione segreta (Thirty Seconds Over Tokyo) (1944)
- G.I. War Brides (1946)
- The Mysterious Mr. Valentine (1946)
- La morte è discesa a Hiroshima (The Beginning or the End) (1947)
- Il mare d'erba (The Sea of Grass) (1947)
- Vento di primavera (The Bachelor and the Bobby-Soxer) (1947)
- The Red Stallion (1947)
- Assigned to Danger (1948)
- Schiavo della furia (Raw Deal) (1948)
- Ultima tappa per gli assassini (Canon City) (1948)
- Jim lo sfregiato (Hollow Triumph) (1948)
- In This Corner (1948)
- Giovanna d'Arco (Joan of Arc) (1948)
- Egli camminava nella notte (He Walked by Night) (1948)
- La maschera dei Borgia (Bride of Vengeance) (1949)
- Susanna Pass (1949)
- Trafficanti di uomini (Illegal Entry) (1949)
- Flaming Fury (1949)
- È tardi per piangere (Too Late for Tears) (1949)
- Bandit King of Texas (1949)
- The James Brothers of Missouri (1949)
- I corsari della strada (Thieves' Highway) (1949)
- Prigioniero del male (Johnny Holiday) (1949)
- Bells of Coronado (1950)
- Bunco Squad (1950)
- Tra mezzanotte e l'alba (Between Midnight and Dawn) (1950)
- Hit Parade of 1951 (1950)
- La fortuna si diverte (The Jackpot) (1950)
- Under Mexicali Stars (1950)
- Counterspy Meets Scotland Yard (1950)
- Il mistero del V3 (The Flying Missile) (1950)
- I quattro cavalieri dell'Oklahoma (Al Jennings of Oklahoma) (1951)
- Nei bassifondi di Los Angeles (Cry Danger) (1951)
- Tales of Robin Hood (1951)
- Gunplay (1951)
- Gli amori di Cristina (A Millionaire for Christy) (1951)
- La bambina nel pozzo (The Well) (1951)
- La grande notte (The Big Night) (1951)
- La gang (The Racket) (1951)
- Night Stage to Galveston (1952)
- Banditi senza mitra (Loan Shark) (1952)
- Desert Pursuit (1952)
- Contrabbando per l'oriente (Cripple Creek) (1952)
- Red Snow (1952)
- Junction City (1952)
- Il corsaro (Captain Pirate) (1952)
- Captive Women (1952)
- Dan il terribile (Horizons West) (1952)
- Invasione USA (Invasion U.S.A.) (1952)
- La valanga dei sioux (Hiawatha) (1952)
- Star of Texas (1953)
- Gardenia blu (The Blue Gardenia) (1953)
- On Top of Old Smoky (1953)
- Port Sinister (1953)
- Carabina Mike tuona sul Texas (The Marksman) (1953)
- Il 49º uomo (The 49th Man) (1953)
- Tarzan e i cacciatori d'avorio (Tarzan and the She-Devil) (1953)
- Mani in alto! (Gun Belt) (1953)
- Bandits of the West (1953)
- Notturno selvaggio (The Moonlighter) (1953)
- Paris Model (1953)
- Man Crazy (1953)
- Il selvaggio (The Wild One) (1953)
- The Golden Idol (1954)
- Trader Tom of the China Seas (1954)
- Rivolta al blocco 11 (Riot in Cell Block 11) (1954)
- Yankee Pascià (Yankee Pasha) (1954)
- Bolide rosso (Johnny Dark) (1954)
- Terra lontana (The Far Country) (1954)
- Le avventure di Hajji Babà (The Adventures of Hajji Baba) (1954)
- Il re dei barbari (Sign of the Pagan) (1954)
- The Snow Creature (1954)
- Day of Triumph (1954)
- The Steel Cage (1954)
- Bowery to Bagdad (1955)
- Uomini violenti (The Violent Men) (1955)
- Un napoletano nel Far West (Many Rivers to Cross) (1955)
- Mia moglie preferisce suo marito (Three for the Show) (1955)
- Dial Red O (1955)
- The Big Bluff, regia di W. Lee Wilder (1955)
- Orgoglio di razza (Foxfire) (1955)
- L'arma che conquistò il West (The Gun That Won the West) (1955)
- L'imputato deve morire (Trial) (1955)
- La bestia (Teen-Age Crime Wave) (1955)
- Corte marziale (The Court-Martial of Billy Mitchell) (1955)
- L'arma del ricatto (Over-Exposed) (1956)
- Calling Homicide (1956)
- I dieci comandamenti (The Ten Commandments) (1956)
- La figlia del capo indiano (The White Squaw) (1956)
- Gianni e Pinotto banditi col botto (Dance with Me, Henry) (1956)
- Hold That Hypnotist (1957)
- Quando l'amore è romanzo (The Helen Morgan Story) (1957)
- Il delinquente del rock and roll (Jailhouse Rock) (1957)
- Diamond Safari (1958)
- I fuorilegge della polizia (The Case Against Brooklyn) (1958)
- Space Master X-7 (1958)
- Il mostro dell'astronave (It! The Terror from Beyond Space) (1958)
- I bucanieri (The Buccaneer) (1958)
- Inferno nel penitenziario (Revolt in the Big House) (1958)
- Domani m'impiccheranno (Good Day for a Hanging) (1959)
- Colpo grosso (Ocean's Eleven) (1960)
- Ada Dallas (Ada) (1961)

### Televisione
- Death Valley Days – serie TV, un episodio (1967)
- Fireside Theatre – serie TV, un episodio (1949)
- The Silver Theatre – serie TV, un episodio (1950)
- The Living Christ Series – miniserie TV (1951)
- The Bigelow Theatre – serie TV, un episodio (1951)
- Terry and the Pirates – serie TV, un episodio (1952)
- Invitation Playhouse: Mind Over Murder – serie TV, un episodio (1952)
- Missione pericolosa (Dangerous Assignment) – serie TV, 3 episodi (1952)
- Gang Busters – serie TV, 3 episodi (1952)
- Cisco Kid (The Cisco Kid) – serie TV, 4 episodi (1951-1953)
- Cowboy G-Men – serie TV, 4 episodi (1952-1953)
- I'm the Law – serie TV, 2 episodi (1953)
- Mickey Spillane's 'Mike Hammer!' – film TV (1954)
- The Adventures of Kit Carson – serie TV, 5 episodi (1951-1954)
- Gianni e Pinotto (The Abbott and Costello Show) – serie TV, episodio 2x18 (1954)
- Adventures of Superman – serie TV, un episodio (1954)
- Hopalong Cassidy – serie TV, 2 episodi (1952-1954)
- Letter to Loretta – serie TV, un episodio (1954)
- Annie Oakley – serie TV, un episodio (1954)
- Le avventure di Jet Jackson (Captain Midnight) – serie TV, episodio 1x02 (1954)
- Il cavaliere solitario (The Lone Ranger) – serie TV, 4 episodi (1950-1954)
- The Public Defender – serie TV, 2 episodi (1954)
- The Adventures of Falcon – serie TV, 2 episodi (1954)
- Treasury Men in Action – serie TV, un episodio (1954)
- The Amos 'n Andy Show – serie TV, un episodio (1955)
- The Star and the Story – serie TV, episodio 1x12 (1955)
- Stage 7 – serie TV, episodio 1x21 (1955)
- The Man Behind the Badge – serie TV, un episodio (1955)
- Adventures of Wild Bill Hickok – serie TV, 3 episodi (1951-1955)
- Star Stage – serie TV, un episodio (1955)
- General Electric Theater – serie TV, 2 episodi (1955)
- Le avventure di Gene Autry (The Gene Autry Show) – serie TV, 3 episodi (1952-1955)
- Cavalcade of America – serie TV, un episodio (1956)
- Tales of the Texas Rangers – serie TV, 2 episodi (1955-1956)
- Le avventure di Campione (The Adventures of Champion) – serie TV, un episodio (1956)
- Jungle Jim – serie TV, un episodio (1956)
- It's a Great Life – serie TV, 2 episodi (1954-1956)
- Four Star Playhouse – serie TV, 7 episodi (1954-1956)
- You Are There – serie TV, un episodio (1956)
- Sheriff of Cochise – serie TV, un episodio (1956)
- Crusader – serie TV, un episodio (1956)
- Telephone Time – serie TV, episodio 1x08 (1956)
- The Adventures of Jim Bowie – serie TV, un episodio (1956)
- Scienza e fantasia (Science Fiction Theatre) – serie TV, episodio 2x27 (1956)
- The Millionaire – serie TV, 2 episodi (1955-1956)
- State Trooper – serie TV, episodi 1x04 (1956)
- Le avventure di Rin Tin Tin (The Adventures of Rin Tin Tin) – serie TV, 2 episodi (1955-1956)
- Playhouse 90 – serie TV, un episodio (1956)
- Massacre at Sand Creek – film TV (1956)
- Broken Arrow – serie TV, un episodio (1957)
- Studio 57 – serie TV, un episodio (1957)
- Lucy ed io (I Love Lucy) – serie TV, un episodio (1957)
- Schlitz Playhouse of Stars – serie TV, 4 episodi (1954-1957)
- Soldiers of Fortune – serie TV, un episodio (1957)
- The Roy Rogers Show – serie TV, 9 episodi (1955-1957)
- Climax! – serie TV, 3 episodi (1955-1957)
- The Web – serie TV, un episodio (1957)
- Code 3 – serie TV, un episodio (1957)
- Il tenente Ballinger (M Squad) – serie TV, episodi 1x04-1x11 (1957)
- Have Gun - Will Travel – serie TV, episodio 1x13 (1957)
- Il sergente Preston (Sergeant Preston of the Yukon) – serie TV, un episodio (1957)
- Hey, Jeannie! – serie TV, un episodio (1958)
- La pattuglia della strada (Highway Patrol) – serie TV, 2 episodi (1956-1958)
- Tombstone Territory – serie TV, un episodio (1958)
- The Restless Gun – serie TV, episodio 1x26 (1958)
- Casey Jones – serie TV, un episodio (1958)
- The Life of Riley – serie TV, un episodio (1958)
- Dragnet – serie TV, 2 episodi (1956-1958)
- Tales of Wells Fargo – serie TV, 2 episodi (1957-1958)
- Furia (Fury) – serie TV, un episodio (1959)
- The Lawless Years – serie TV, un episodio (1959)
- Tightrope – serie TV, episodio 1x02 (1959)
- The Texan – serie TV, 2 episodi (1959)
- Avventure lungo il fiume (Riverboat) – serie TV, un episodio (1959)
- Mr. Lucky – serie TV, episodio 1x09 (1959)
- This Man Dawson – serie TV, episodio 1x16 (1960)
- Lassie – serie TV, 3 episodi (1955-1960)
- L'uomo e la sfida (The Man and the Challenge) – serie TV, episodi 1x23-1x26 (1960)
- Wichita Town – serie TV, episodio 1x25 (1960)
- Ricercato vivo o morto (Wanted: Dead or Alive) – serie TV, episodi 2x01-2x30 (1959-1960)
- Lock-Up – serie TV, episodio 2x07 (1960)
- Peter Gunn – serie TV, episodio 3x06 (1960)
- Coronado 9 – serie TV, un episodio (1960)
- Carovana (Stagecoach West) – serie TV, episodio 1x21 (1961)
- Gunslinger – serie TV, episodio 1x07 (1961)
- I racconti del West (Zane Grey Theater) – serie TV, 2 episodi (1956-1961)
- Bat Masterson – serie TV, 2 episodi (1961)
- The Asphalt Jungle – serie TV, un episodio (1961)
- Le leggendarie imprese di Wyatt Earp (The Life and Legend of Wyatt Earp) – serie TV, 4 episodi (1955-1961)
- Dennis the Menace – serie TV, un episodio (1961)
- Everglades – serie TV, episodio 1x09 (1961)
- I detectives (The Detectives) – serie TV, episodio 3x19 (1962)
- The Rifleman – serie TV, 4 episodi (1959-1962)
- Surfside 6 – serie TV, episodio 2x28 (1962)
- Carovane verso il west (Wagon Train) – serie TV, 4 episodi (1959-1962)
- The Jack Benny Program – serie TV, 2 episodi (1961-1963)
- Gli intoccabili (The Untouchables) – serie TV, 17 episodi (1961-1963)
- La grande avventura (The Great Adventure) – serie TV, un episodio (1963)
- Sotto accusa (Arrest and Trial) – serie TV, episodio 1x27 (1964)
- Gunsmoke – serie TV, 4 episodi (1963-1964)
- Perry Mason – serie TV, 7 episodi (1957-1964)
- Gli uomini della prateria (Rawhide) – serie TV, 3 episodi (1961-1965)
- La legge di Burke (Burke's Law)  – serie TV, 12 episodi (1964-1965)
- Selvaggio west (The Wild Wild West) – serie TV, episodio 1x14 (1965)
- F.B.I. (The F.B.I.) – serie TV, un episodio (1966)
- Winchester 73 – film TV (1967)